# 柳子庙
26°13′20″N 111°36′17″E / 26.22222°N 111.60472°E
柳子庙位于中国湖南省永州市零陵区，潇水西岸，是为纪念唐代柳宗元而设的庙宇，2001年被列为第五批全国重点文物保护单位。
柳宗元于贞元五年（805年）被贬为永州司马，在此谪居十年。后世为纪念他，北宋至和三年（1056年）在华严岩学宫东侧建柳子祠，南宋绍兴十四年（1144年）改建于愚溪汇入潇水处的北侧（即现址），称“柳子厚祠堂”或“柳司马祠”，清光绪三年（1877年）重建，并改称柳子庙。现存建筑共有三进，建筑面积1534平方米，院内有戏台、前殿、后殿等建筑。